# 复平镇
复平乡，是中华人民共和国重庆市梁平区下辖的一个乡镇级行政单位。

## 行政区划
复平乡下辖以下地区：
小山村、永和村、安平村和大龙村。